# Phil Abrams
Pour les articles homonymes, voir Phil et Abrams.
Phil Abrams, né le 28 décembre 1959 à Los Angeles, Californie, est un acteur américain.

## Biographie
Il a joué dans un certain nombre de séries télévisées notables comme The Big Bang Theory, Bonne chance Charlie (récurrent), Tout le monde aime Raymond, X-Files : Aux frontières du réel, Roswell, Friends, The Practice : Bobby Donnell et Associés, NCIS : Enquêtes spéciales, New York Police Blues, La Vie de palace de Zack et Cody, Eli Stone, Grey's Anatomy (récurrent), iCarly (récurrent), The Office et d'autres séries.
Abrams a également joué dans les films The Island (2005), Nancy Drew (2007) et Le Nouveau Monde (2007).
Il a actuellement un rôle récurrent en tant que Phil Lessing dans Parenthood. En 2014, il est apparu dans Esprits criminels dans le rôle du Dr Weinstein.
Abrams est également un professeur de théâtre au The Director's Perspective, un studio de théâtre situé à Santa Monica, en Californie.

## Filmographie

### Acteur

#### Cinéma
- 2005 : The Island : Obgyn
- 2007 : Nancy Drew : Principal Fineman
- 2007 : Le Nouveau Monde : Charles Eberley
- 2012 : White Frog : Ira Goldman
- 2014 : Jersey Boys : Publisher #3
- 2015 : Insidious : Chapitre 3 : Mel
- 2016 : The List : Dentist
- 2016 : Welcome to the Men's Group : Neil
- 2017 : I Am That Man
- 2017 : Say You Will : Mr. Cherktow
- 2018 : 50K
- 2018 : Living Room Coffin
- 2018 : Muse : Lance

#### Courts-métrages
- 2013 : Chocolate Milk
- 2014 : Jump!
- 2014 : Rooming with Big G
- 2015 : One Nation Under Mike
- 2015 : Quote Unquote
- 2016 : Airdancers: Detectives Unit
- 2017 : Knock Knock Head Lock

#### Télévision

##### Séries télévisées
- 1995 : La Vie à cinq : Photographer
- 1996 : Haute Tension (High Incident) : Beat-Up Dad
- 1998 : Tout le monde aime Raymond : Sales Clerk
- 1998-2002 : The Practice : Bobby Donnell & associés : Randy Peete / Gary Strangis
- 1999 : La Fille de l'équipe (en) (Hang Time) : The Dance Official
- 1999 : Sarah : Delivery Guy
- 1999 : X-Files : Aux frontières du réel : Little Fritz
- 2000 : Amy : Stan Thompson
- 2000 : Le Flic de Shanghaï : Jason Rutledge
- 2000 : Roswell : John Shanahan
- 2000-2003 : Washington Police : Drug Store Patron / Kiosk Man
- 2001 : Friends : the Anxious Wedding Invité
- 2001 : La Vie avant tout : Dr. Weisbaum
- 2001 : Providence : Mr. Edwards
- 2002 : Ce que j'aime chez toi : Man
- 2002 : Les Anges de la nuit : Coroner
- 2002 : Spy TV (en) : Various
- 2003 : Dragnet : Gerard Downs
- 2004 : FBI : Portés disparus : Mr. Carr
- 2004 : Girlfriends : Instructor
- 2004 : NCIS : Enquêtes spéciales : Amnésie  (saison 1 épisode 10)  : Hotel Manager
- 2004 : Newport Beach : Mr. Sheeran
- 2004 : Preuve à l'appui : Samuel Burnham
- 2004 : The Tracy Morgan Show : Dr. Tessler
- 2005 : Desperate Housewives : Technician
- 2005 : Eve : Earl
- 2005 : Head Cases (en) : Barry Blumberg
- 2005 : Las Vegas : Defense Attorney
- 2005 : Malcolm : Neighbor
- 2005 : Mon oncle Charlie : Man in Restaurant
- 2005 : Monk : Monk se pique au jeu  (saison 3 épisode 14) : 2nd Cop
- 2005 : Médium : Director
- 2005 : New York Police Blues : Dr. Marra
- 2005-2015 : Jimmy Kimmel Live! : Dad / Obstetrician / Dumpster Dad / ...
- 2006 : Earl : Man in Line
- 2006 : Gilmore Girls : Lou Morton
- 2006 : Help Me Help You (en) : Rabbi Jenkins
- 2006 : La Vie de palace de Zack et Cody : Travis
- 2006 : Nip/Tuck : Lawyer
- 2006 : Pepper Dennis : Milford
- 2006 : The Nine : 52 heures en enfer : Stanley
- 2006 : Urgences : Rodney
- 2007 : Boston Justice : Lou Schneider
- 2007 : Cavemen : Lawyer
- 2007 : Chuck : Stanford Librarian
- 2007 : Side Order of Life (en) : Insurance Official
- 2007 : The Bill Engvall Show : Mr. Levinson
- 2008 : Drive Thru Confessions
- 2008 : Eli Stone : Larry Conaver
- 2008 : Lost : Les Disparus : Mr. Gellert
- 2008 : Pushing Daisies : Dr. Eugene Halifax
- 2008 : Saving Grace : Docteur
- 2008 : Speedie Date (en) : Mike
- 2008 : Zoé
- 2009 : 24 Heures chrono : FAA Official
- 2009 : Brothers & Sisters : Harold Wallace
- 2009 : Castle : Roger
- 2009 : Greek : Pervy Dad
- 2009 : Les Feux de l'amour : Bookstore Manager
- 2009 : Los Foley Guys : Phil (2009)
- 2009 : Mentalist : Greg Humphrey
- 2009-2010 : Grey's Anatomy : Dr. Nelson / Dr. John Nelson
- 2009-2010 : iCarly : Marty Klemish / Mr. Klemish / Man
- 2010 : Huge (en) : Robert Schonfeld
- 2010 : The Office : Shelby Thomas Weems
- 2010 : US Marshals : Protection de témoins : Larry Silvers
- 2010-2012 : Parenthood : Phil Lessing
- 2011 : C'est moi le chef ! : Male Executive
- 2011 : Shameless : Mr. Bancroft
- 2011 : The Big Bang Theory : Dr. Bernstein
- 2011-2012 : Bonne chance Charlie : Mr. Piper
- 2011-2012 : Switched : Ed Calston
- 2012 : House of Lies : Mediator
- 2012 : Tatami Academy : Judge Burgess
- 2012 : The Middle : Robert
- 2013 : Amour, Gloire et Beauté : Jeweler / Phil, the Jeweler
- 2013 : Brooklyn Nine-Nine : Uncle Bob
- 2013 : Family Tools : Mr. Becker
- 2013 : Ironside : Korman
- 2013 : Partners : Carl
- 2013 : Sam et Cat : Frank Pankle
- 2013 : The New Normal : Dr. Barr
- 2014 : About a Boy : Principal Goldenrod
- 2014 : Anger Management : Husband
- 2014 : Esprits criminels : Dr. Weinstein
- 2014 : Jennifer Falls (en) : Jeweler
- 2014 : Major Crimes : Tom Cox
- 2014 : Suburgatory : Lansky #1
- 2014 : Take 2 : Teacher
- 2014 : Workaholics : Hot Dog Vendor
- 2014-2017 : Kingdom : Dr. Kramer
- 2014-2017 : You're the Worst : Steeb Corniglia
- 2015 : Trois fantômes chez les Hathaway : Council Member #2
- 2015 : Blunt Talk : Stylish Man
- 2015 : Impress Me : Stephen
- 2015 : Revenge : Estate Lawyer
- 2015 : Review (en) : Prison Psychiatrist
- 2015 : The Grinder : Jeff Behar
- 2016 : NCIS : Los Angeles : Ben Walker
- 2016 : Ray Donovan : Josh
- 2016 : Rosewood : Bob Safran
- 2016 : Scream Queens : Dean of Etudiants
- 2016 : The Picture : Bernie Kaufman
- 2016 : This Isn't Working : Mr. Roberson
- 2016-2017 : The Mindy Project : Dr. Green
- 2017 : Designated Survivor : Eddie Adamson
- 2017 : Grace et Frankie : Dr. Weintraub
- 2017 : Lady Dynamite : Grant
- 2017 : Veep : Rabbi
- 2018 : Living Biblically : Dr. Gottlieb

##### Téléfilms
- 1994 : Roseanne and Tom: Behind the Scenes : Jerry Barr
- 1999 : True Love : Waiter
- 2000 : Celebrity : Industry Lawyer
- 2006 : L'ABC du meurtre : au cœur du scandale : Building Super
- 2008 : Zip : Al
- 2012 : County : Abe Goldenrod
- 2012 : Shmagreggie Saves the World : Mean Mr. Green
- 2016 : Square Roots : Principal Rosenfeld

### Producteur

#### Courts-métrages
- 2012 : Yaatra